# Radio 10
Radio 10 est une station de radio FM privée néerlandaise appartenant à la filiale Talpa Radio du groupe Talpa Network, possédant également Radio 538, Sky Radio et Radio Veronica. Créée en 1988, Radio 10 est l'une des plus anciennes radios privées néerlandaises encore en activité.
Elle est consacrée principalement aux chansons à succès pop et dance des années 1960 aux années 2000 et accessoirement des années 2010. La station peut être comparée au RFM en France.

## Histoire

### 1988-1990: Les débuts sur le cable
Le 4 avril 1988, la station a commencé à diffuser sous le nom « Radio 10 » et était une initiative de Jeroen Soer (nl), auparavant disc-jockey pour VARA.
Les radios privées n'étant à l'époque pas encore autorisées à émettre aux Pays-Bas, Radio 10 commence alors à transmettre ses émissions enregistrées depuis Amsterdam vers l'Italie avec une fréquence locale à Milan et appartenait officiellement au groupe italien Rete Zero, utilisant le fait que les radios privées étrangères étaient autorisées sur le câble néerlandais, contournant ainsi l'interdiction avec la soi-disant « construction demi-tour » (U-bochtconstructie),.

### Années 1990

#### Rachat par le groupe Arcade
Le 15 août 1990, la radio a été reprise par le groupe Arcade et le nom a été changé en « Radio 10 Gold ». La programmation principale de la nouvelle radio était un format oldies (« vieux succès »), qui avait auparavant trouvé le succès le dimanche sur Radio 10. La radio privée néerlandaise était désormais autorisée et Radio 10 diffusait depuis lors également dans le nord des Pays-Bas. Cela s'est fait par le biais d'une « fréquence résiduelle », fréquences qui n'étaient pas ou pas encore utilisées par les radios publiques de la Nederlandse Publieke Omroep. En 1994, une fréquence d'une puissance de 10 mégawatts sur les ondes moyennes (675 kHz) a été attribué à Radio 10 Gold.

#### Diffusion en FM
En 1998, la maison d'édition Wegener (nl) reprend le groupe Arcade, auquel appartenait Radio 10 Gold. Le 1er janvier 1999, Radio 10 Gold reçoit une fréquence FM (103 MHz) et, plus tard dans l'année, son nom a été changé pour « Radio 10 FM ».

### Années 2000
En février 2003, le groupe Talpa, entreprise appartenant à John de Mol, reprend « Radio 10 FM ». En juin 2003, après plusieurs mois d'innovations, Talpa perd la fréquence (103 MHz) au profit de Sky Radio lors de la vente aux enchères de fréquences terrestres. Avec la perte de la fréquence en FM, des problèmes financiers se posaient pour Radio 10 FM. Au départ, il était question que Sky Radio prendrait le relais de la radio, mais cette proposition a échoué.
Suivant la disparition des fréquences FM et l'absence d'accord avec Sky Radio, Talpa a considérablement réduit ses effectifs et Radio 10 a été obligée de s'installer dans les studios de la station sœur Noordzee FM. En juillet 2003, exactement un mois après la perte de la fréquence FM, le groupe Talpa a pu obtenir une fréquence AM et change de nouveau le nom de la radio en « Radio 10 Gold », la radio utilisera cette fréquence jusqu'au 1er août 2004.
En juin 2004, le groupe Talpa obtient une nouvelle licence pour diffuser en ondes moyennes, cette fois ci sur 1008 kHz, fréquence appartenant auparavant à Radio London, Radio 10 Gold a commencé à diffuser sur cette fréquence à partir de juillet 2004.
En septembre 2007, Radio 10 Gold a dû cesser la diffusion sur la fréquence 1008 kHz pour des raisons financières et fait place à la radio chrétienne Groot Nieuws Radio (nl).

### Années 2010

#### De Talpa à RTL
Le 5 janvier 2010, Radio 10 Gold a été vendu à RTL Nederland, qui voulait lui attribuer l'une des fréquences FM laissées vacantes par la radio Arrow Classic Rock (en). À la mi-octobre de la même année, cependant, il a été opté pour une fréquence AM (828 kHz). La station appartenait jusqu'alors au groupe Talpa de John de Mol, qui est également actionnaire de RTL Nederland.

#### Rachat par RadioCorp
Le 2 août 2013, il a été annoncé que Radio 10 Gold serait de nouveau diffusé en FM et redevient « Radio 10 » avec la reprise par RadioCorp, société à l'origine de la station de radio 100% NL.
Les négociations n'étant alors pas terminées, Radio 10 Gold a continué à émettre sur les ondes moyennes jusqu'au 23 septembre 2013 sur la fréquence 828 kHz. Une version non-stop de Radio 10 pouvait déjà être entendue sur les fréquences FM entre-temps,.

#### Retour chez Talpa
Dans le cadre d'une coopération entre les groupes Talpa (Radio 538, Slam!) et Telegraaf Media Groep (Sky Radio, Radio Veronica) pour le lancement d'une société de radios commune, il a été annoncé en mai 2016 que Talpa détiendrait la totalité de RadioCorp,.

## Identité visuelle

### Logotype

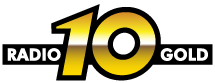
Logo de Radio 10 Gold de 2003 au 23 septembre 2013
Logo de Radio 10 du 23 septembre 2013 au 4 septembre 2017
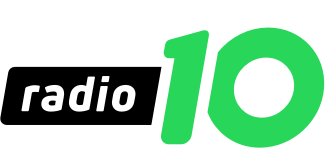
Logo de Radio 10 depuis le 4 septembre 2017

## Diffusion
Radio 10 peut être capté, sur la bande FM, à l'échelle nationale des Pays-Bas et près de la frontière néerlandaise en Belgique et en Allemagne. Radio 10 est également diffusé en radiodiffusion numérique (DAB+) et sur Internet en flux.